# Bernard Cerquiglini

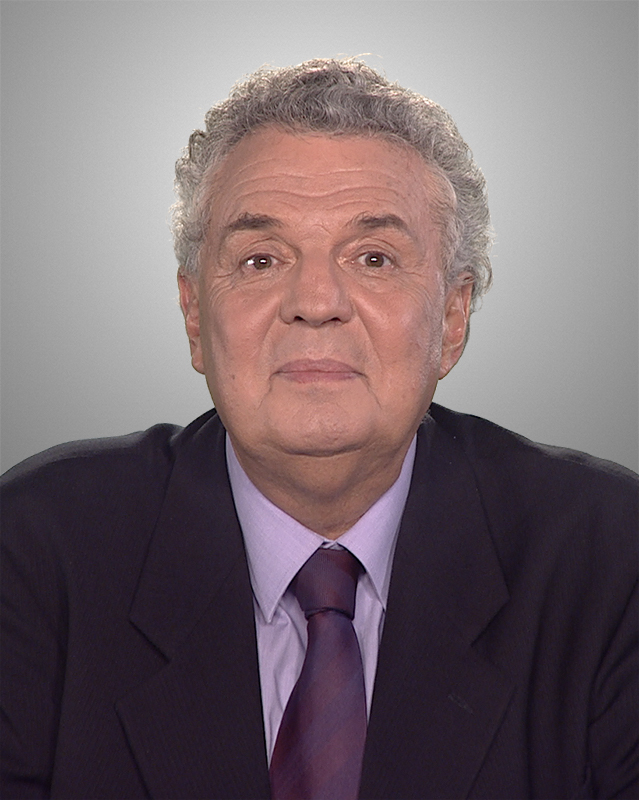
B. Cerquiglini, 2016

Bernard Cerquiglini (Lyon, 8 de abril de 1947) es un lingüista francés.

## Biografía
Su abuelo paterno era italiano, de la región de Perugia, Umbría. Estudió en la École normale supérieure de Saint-Cloud y es profesor de lingüística en la Universidad de París VII Denis Diderot
Ha ejercido como director escolar en el ministerio francés de educación (1985-1987), director del Institut national de la langue française, vicepresidente del Conseil supérieur de la langue française, delegado de la Delegación General para el francés y otras lenguas de Francia y presidente del Observatorio nacional de lectura. Ha sido además director del Centro de francés y estudios francófonos en la Universidad Estatal de Luisiana y rector de la Agencia universitaria de la Francofonía de 2007 a 2015.
Entre otras misiones, se ha encargado de reformar la ortografía o feminizar nombres de profesiones, oficios y cargos. En 1995, entró en Oulipo.
Es doctor honoris causa por la Universidad de Bucarest, la Universidad de Budapest, la Universidad de Sichuan, la Universidad de Uagadugú y la Universidad Assane Seck Ziguinchor.
Oficial de la Legión de Honor, se hizo caballero el 31 de diciembre de 1993. Es comendador de la Orden de las Palmas Académicas y de Orden de las Artes y las Letras.
Presenta Merci professeur! en TV5 Monde.

## Publicaciones
- 1979 : La Représentation du discours dans les textes narratifs du Moyen Âge français
- 1981 : La Parole médiévale : Discours, syntaxe, texte
- 1989 : Éloge de la variante : Histoire critique de la philologie
- 1991 : La Naissance du français
- 1995 : L’Accent du souvenir
- 1996 : Le Roman de l’orthographe : Au paradis des mots, avant la faute, 1150-1694
- 1997 : À travers le Jabberwocky de Lewis Carroll : Onze mots-valises dans huit traductions
- 1999 : Les Langues de la France
- 2004 : La Genèse de l'orthographe française : XIIe – XVIIe siècles
- 2007 : Une langue orpheline
- 2008 : Merci professeur ! : Chroniques savoureuses sur la langue française
- 2008 : Les Saillies du dragon
- 2012 : Petites Chroniques du français comme on l'aime
- 2013 : Une année bien remplie
- 2016 : L’Orthographe rectifiée. Le guide pour tout comprendre
- 2016 : Enrichissez-vous : parlez francophone ! Trésor des expressions et mots savoureux de la francophonie
- 2018 : L'Invention de Nithard
- 2018 : Le La ministre est enceinte ou la grande querelle de la féminisation des mots